# DNA先端医療
DNA先端医療株式会社は東京都渋谷区に本社をおく、遺伝子・ゲノム解析関連への広い視野と国際的な情報収集及び先進的情報解析能力を駆使したサービスを提供する企業。

## 企業概要
2018年7月に設立、遺伝子・ゲノム解析関連の中でも特に新型出生前診断（NIPT）に注力している。

## 沿革
- 2018年7月 - 東京都港区麻布十番にて会社設立。
- 2019年1月 - 【検査会社】ユアジーンヘルス社と契約。
- 2019年4月 - NIPT提供医療機関が20院に増加。
- 2019年4月 - 【検査会社】ライフコデックス社と契約。
- 2019年9月 - 【検査会社】ベリナタ・ヘルス社と契約。
- 2021年4月 - NIPT提供医療機関が全国61院に増加。
- 2021年2月 - NHKでNIPT「新型出生前検査」を全国で展開している会社として紹介されました。
- 2022年9月 - 日本母体胎児医学会学術集会にて大学病院の先生方と並び弊社代表が登壇しました。[1]
- 2022年11月 - 【検査会社】メディカバージェネティクス社と契約。
- 2022年11月 - 東京都渋谷区広尾に移転。
- 2023年4月 - NIPT提供医療機関が全国90院に増加。
- 2024年6月 - マタニティマークとのタイアップ広告を実施。